# Káptalantóti, Veszprém
Káptalantóti  este un sat în districtul Tapolca, județul Veszprém, Ungaria, având o populație de 465 de locuitori (2011). 

## Demografie
Componența etnică a satului Káptalantóti
     Maghiari (100%)
Componența confesională a satului Káptalantóti
     Romano-catolici (73,76%)
     Fără religie (6,45%)
     Reformați (2,37%)
     Luterani (1,29%)
     Necunoscută (16,13%)
Conform recensământului din 2011, satul Káptalantóti avea 465 de locuitori. Din punct de vedere etnic, majoritatea locuitorilor (100,0%) erau maghiari.  Din punct de vedere confesional, majoritatea locuitorilor (73,76%) erau romano-catolici, existând și minorități de persoane fără religie (6,45%), reformați (2,37%) și luterani (1,29%). Pentru 16,13% din locuitori nu este cunoscută apartenența confesională.